# На початку був командний рядок
На початку... був командний рядок (англ. In the Beginning... Was the Command Line) — есей Ніла Стівенсона, опублікований 1999 року спершу в інтернеті, пізніше виданий книгою (в листопаді того ж року, видавництво Avon A, ISBN 978-0380815937).
Есей привернув увагу читачів, завдяки репутації автора як Хемінгвея хакерів ("the hacker Hemingway" пише Newsweek в анонсі Криптономікону, що вийшов того ж року) та викликав дискусію про майбутнє власницького програмного забезпечення в його змаганні з вільними кодом.

## Огляд тем есею

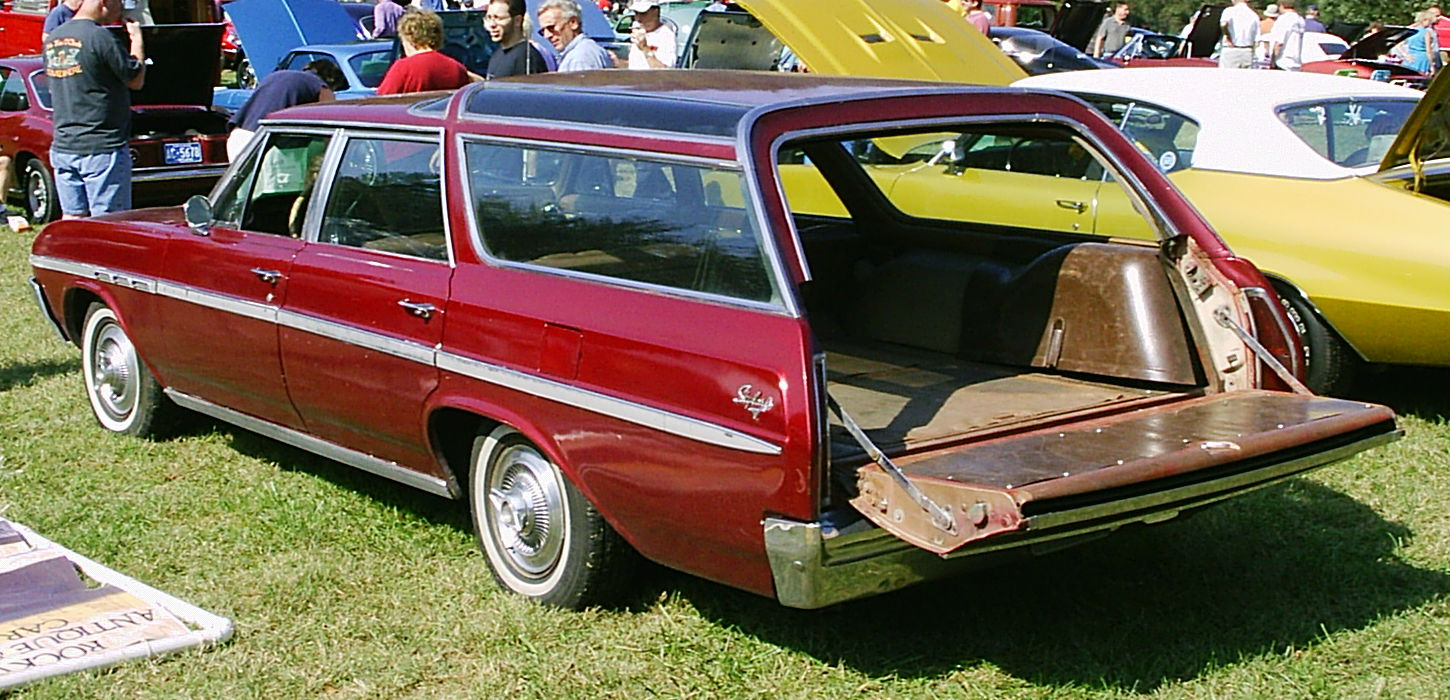
Б'юїк (Buick Sport Wagon) — американський універсал 1960-х

У творі автор згадує перші власні досвіди роботи з ЕОМ у школі (Ames High School, Ніл — випускник 1977 року) та перший персональний комп'ютер, використовує безліч метафор, алюзій і завдяки цьому оповідь про розвиток комп'ютерних наук є живою та забарвленою особистими переживаннями.
Одним із "головних героїв" есею є графічний інтерфейс, що зробив комп'ютери доступнішими для масового споживача, дав можливість корпораціям Майкрософт і Еппл заробляти гроші на створенні та продажі програмного забезпечення. Стівенсон викладає свої думки про корпоративну культуру й бізнес-стратегії корпорацій. Розповідає про свій користувацький досвід у зв'язку з продуктами згаданих корпорацій та спільнот, що розробляють безкоштовне програмне забезпечення.

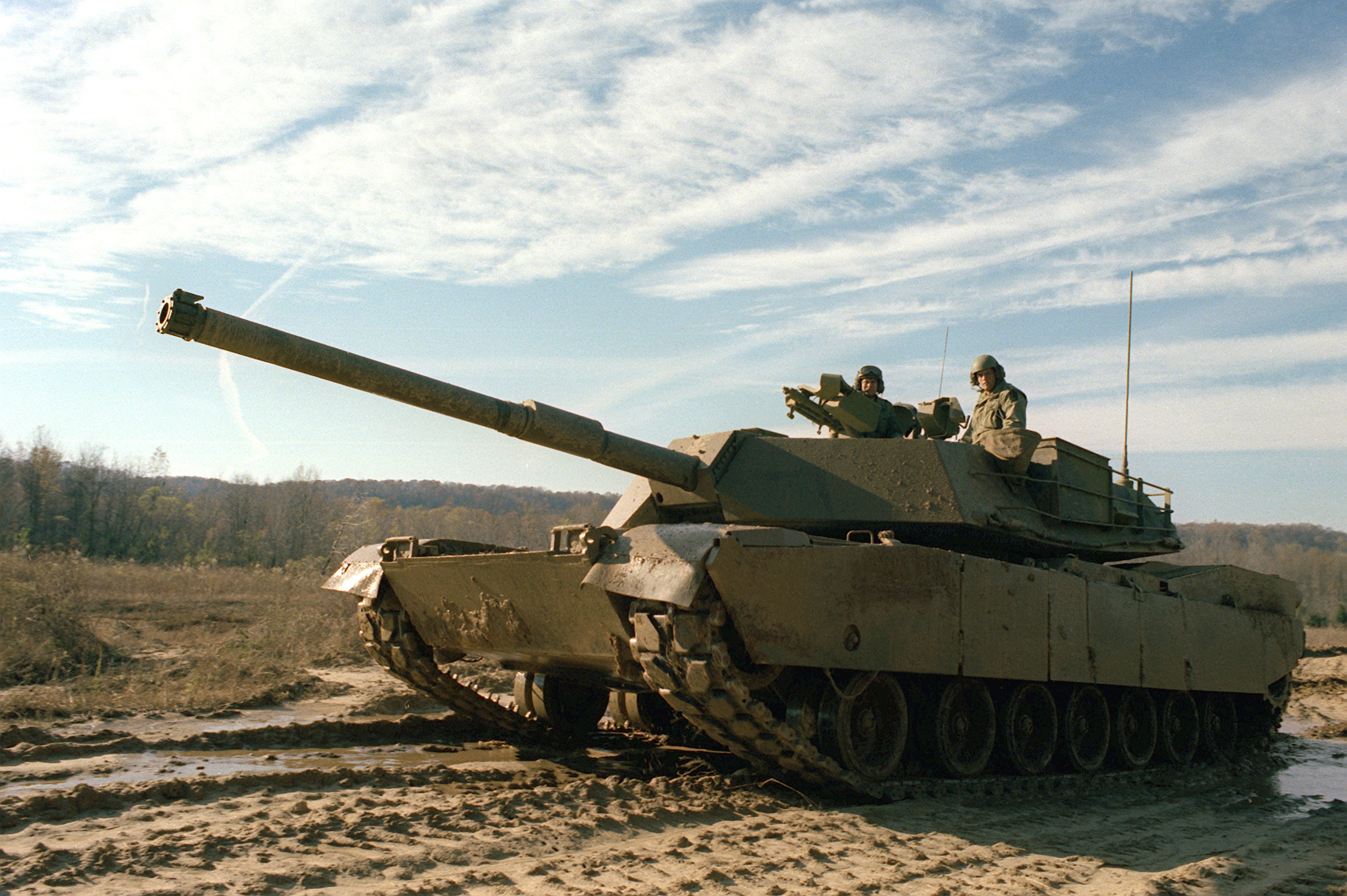
M1 Abrams — основний танк армії США

Метафорично він прирівнює операційну систему Mac ОС з комп'ютерів Apple до розкішних європейських автомобілів, вікна корпорації Microsoft до універсалу, Лінукс називає вільним танком, а BeOS — бетмобілем. Стівенсон стверджує, що люди продовжують купувати універсал, незважаючи на безкоштовні танки, тому що не хочуть навчитися управляти танком; вони знають, що дилер універсалів має авторемонт, в якому зможуть зарадити, якщо автівка ламається. З цього порівняння, Стівенсон виводить, що Microsoft не є монополістом, а це звучало досить гостро для 1999 року, коли доля продуктів компанії на ринку ПК становила понад 90%. Натомість пропонує сприймати популярність Windows як приклад ефекту mind share (коли назва бренду переноситься на весь клас подібних продуктів, як то сталося зі ксероксом або з торговою маркою Hoover у Британії). Також він порівнює Microsoft зі студією Діснея, адже обидві компанії продають своїм шанувальникам візію, у яку вони, своєю чергою, «хочуть вірити».
Цікавим є порівняння досвіду звітування про помилки в системі Debian (#6518 [Архівовано 24 лютого 2021 у Wayback Machine.]) та аналогічний випадок із Microsoft. В обох випадках практичний результат був задовільним, але виразна різниця полягала в небажанні м'якотілих визнавати існування помилок і, з іншого боку, відвертості й доступності розробників відкритого коду.

## Розвиток есею в 2004 році
Динамічний розвиток комп'ютерної індустрії скоро поставив питання про справедливість оцінок Ніла Стівенсона, зокрема поява Mac ОС X, яку автор схвально сприйняв. 2004 року у відповідь на питання кореспондента Slashdot Стівенсон визнав, що за п'ять минулих років есей втратив актуальність.

З його дозволу Герретт Біркел написав есей The Command Line in 2004, оновивши інформацію та ведучи дискусію зі Стівенсоном (у вставках, залишаючи незмінним авторський текст).

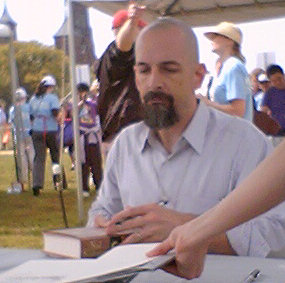
Стівенсон у 2004

## Зовнішні посилання
- Slashdot: Інтерв'ю з Нілом Стівенсоном
- Сторінка з посиланням на повний оригінальний текст [Архівовано 18 лютого 2018 у Wayback Machine.]